# Божево (Плонський повіт)
Божево (пол. Bożewo) — село в Польщі, у гміні Бабошево Плонського повіту Мазовецького воєводства.
Населення — 183 особи (2011).
У 1975-1998 роках село належало до Цехановського воєводства.

## Демографія
Демографічна структура станом на 31 березня 2011 року:
|          | Загалом | Допрацездатний вік | Працездатний вік | Постпрацездатний вік |
| -------- | ------- | ------------------ | ---------------- | -------------------- |
| Чоловіки | 93      | 23                 | 61               | 9                    |
| Жінки    | 90      | 24                 | 44               | 22                   |
| Разом    | 183     | 47                 | 105              | 31                   |